# Clube da Esquina nº 2
"Clube da Esquina nº 2" é uma canção de Milton Nascimento, Lô Borges e Márcio Borges, gravada para o álbum Clube da Esquina, de 1972.

## História
A gravação original de Clube da Esquina nº 2 não incluía letra, mas apenas melodia. Milton gravou sozinho uma versão instrumental com seu violão no estúdio que continha alguns sussurros juntos à melodia. Na mixagem final, foram acrescentados arranjos feitos por outros músicos.

## Regravações
Os versos para a canção vieram anos mais tarde e foram compostos por Márcio Borges - a pedido de Nana Caymmi, que lançou a regravação para o seu disco "Nana Caymmi", de 1979. O próprio Lô Borges regravaria a versão, acrescida dos versos de seu irmão, no álbum "A Via Láctea", de 1979, assim como Milton Nascimento, o bituca, o faria em seu álbum "Angelus" (1993). Outras regravações: Flávio Venturini (1994), Leo Gandelman (1996) e Vânia Bastos 2002.A cantora Clara Sandroni também regravou a canção em seu álbum "Clara Sandroni", em 1989.